# Yukinori Muramatsu
Yukinori Muramatsu (jap. 村松 幸典, Muramatsu Yukinori; * 13. Juni 1969 in der Präfektur Shizuoka) ist ein ehemaliger japanischer Fußballspieler.

## Karriere
Muramatsu erlernte das Fußballspielen in der Schulmannschaft der Shimizu Commercial High School und der Universitätsmannschaft der Landwirtschaftsuniversität Tokio. Seinen ersten Vertrag unterschrieb er 1992 bei Urawa Reds. Der Verein spielte in der höchsten Liga des Landes, der J1 League. Für den Verein absolvierte er 14 Erstligaspiele. 1996 wechselte er zum Zweitligisten Fujitsu. Ende 1996 beendete er seine Karriere als Fußballspieler.